# Coupe des champions CONMEBOL–UEFA 2022
La Coupe des champions CONMEBOL–UEFA 2022, officiellement surnommée Finalissima 2022, est la troisième édition de la coupe des champions CONMEBOL–UEFA, une rencontre de football intercontinentale entre les champions en titre d'Amérique du Sud et d'Europe. Le match oppose l'Italie, vainqueur du championnat d'Europe 2020 (tenu en 2021), à l'Argentine, vainqueur de la copa América 2021 et se joue au stade de Wembley à Londres, en Angleterre, le 1er juin 2022.
Ce match marque la renaissance de la Coupe Artemio Franchi, disputée pour la dernière fois 29 ans auparavant, et est organisé par la CONMEBOL et l'UEFA dans le cadre d'un partenariat renouvelé entre les deux confédérations. L'Argentine s'impose 3-0 et remporte la Coupe pour la deuxième fois.

## Contexte
En 1985 et 1993, les vainqueurs des tournois précédents du championnat d'Europe et de la Copa América disputent la Coupe Artemio Franchi (également connue sous le nom de Coupe intercontinentale des nations ou Coupe des Nations d'Europe / Amérique du Sud), un match unique organisé par la CONMEBOL et l'UEFA. Cette compétition est l'équivalent pour les équipes nationales de l'ancienne Coupe Intercontinentale des clubs, qui se jouait entre les vainqueurs de la Ligue des champions de l'UEFA et de la Copa Libertadores.
La France remporte la Coupe Artemio-Franchi 1985 au Parc des Princes à Paris, tandis que l'Argentine remporte le match de 1993 au stade José María Minella à Mar del Plata. La Coupe Artemio Franchi est considérée comme un précurseur de la coupe des Confédérations disputée pour la première fois en 1992. Elle laisse la place à celle-ci lorsque la FIFA prend en charge son organisation (troisième édition en 1997). En effet, la Coupe des confédérations réunissant tous les champions continentaux, le maintien de la Coupe Artemio Franchi n'avait plus d'intérêt et aurait fait doublon pour les champions d'Europe et d'Amérique du Sud. Après l'édition 2017, la FIFA annonce le 15 mars 2019 l'arrêt de la Coupe des confédérations. Cette décision rend possible le retour de la Coupe Artemio Franchi.
Le 12 février 2020, la CONMEBOL et l'UEFA signent un protocole d'accord renouvelable destiné à renforcer la coopération entre les deux organisations. Dans le cadre de l'accord, une commission conjointe UEFA-CONMEBOL a examiné la possibilité d'organiser des matches intercontinentaux Europe-Amérique du Sud, pour le football masculin et féminin et dans différentes tranches d'âge. Le 28 septembre 2021, l'UEFA et la CONMEBOL confirment que les vainqueurs du Championnat d'Europe et de la Copa América s'affronteront lors d'un match intercontinental. L'accord couvre initialement trois éditions, à partir de 2022.
Le 15 décembre 2021, l'UEFA et la CONMEBOL renouvellent le contrat jusqu'en 2028 et signent un protocole d'accord qui comprend des dispositions spécifiques sur l'ouverture d'un bureau commun à Londres et l'organisation éventuelle de divers événements de football. Le 22 mars 2022, l'UEFA annonce que la Coupe Artemio Franchi s'appellera désormais "Coupe des champions CONMEBOL–UEFA".

## Participants
L'Italie a remporté en 2021 le championnat d'Europe en s'imposant aux tirs au but en finale au stade de Wembley contre l'Angleterre.
L'Argentine a de son côté remporté la copa América 2021 en battant le Brésil sur son terrain 1-0 en finale. Elle décroche ainsi son 16e titre continental (un record) et son premier trophée en 28 ans.
| Équipe      | Confédération | Qualification                     | Participations précédentes | Meilleur résultat    | Classements FIFA Mars 2022 |
| ----------- | ------------- | --------------------------------- | -------------------------- | -------------------- | -------------------------- |
| Italie      | UEFA          | Vainqueur de l'Euro 2020          | 0 Première participation   | -                    | 7e                         |
| Argentine T | CONMEBOL      | Vainqueur de la copa América 2021 | 1 1993                     | Vainqueur (1) · 1993 | 3e                         |

## Effectifs
Les deux équipes nationales devaient présenter une sélection de 23 joueurs - dont trois gardiens de but - avant le 29 mai 2022, trois jours avant le match.

### Italie
L'entraineur italien Roberto Mancini annonce d'abord une liste préliminaire de 39 joueurs le 23 mai 2022, étendue à 45 quatre jours plus tard, avec huit éléments ajoutés tandis que Domenico Berardi et Andrea Pinamonti se retirent en raison d'une blessure. Il choisit finalement son équipe le 30 mai.
- Sélectionneur :  Roberto Mancini

| N° | Pos. | Joueur                | Date de naissance (âge)   | Sélec. | Buts | Club                |
| -- | ---- | --------------------- | ------------------------- | ------ | ---- | ------------------- |
| 1  | GK   | Alessio Cragno        | 28 juin 1994 (27 ans)     | 2      | 0    | Cagliari Calcio     |
| 2  | DF   | Giovanni Di Lorenzo   | 4 août 1993 (28 ans)      | 19     | 2    | SSC Naples          |
| 3  | DF   | Giorgio Chiellini     | 14 août 1984 (37 ans)     | 116    | 8    | Juventus            |
| 4  | DF   | Leonardo Spinazzola   | 25 mars 1993 (29 ans)     | 18     | 0    | AS Rome             |
| 5  | MF   | Manuel Locatelli      | 8 janvier 1998 (24 ans)   | 21     | 3    | Juventus            |
| 6  | DF   | Manuel Lazzari        | 29 novembre 1993 (28 ans) | 2      | 0    | SS Lazio            |
| 7  | DF   | Alessandro Florenzi   | 11 mars 1991 (31 ans)     | 47     | 2    | AC Milan            |
| 8  | MF   | Jorginho              | 20 décembre 1991 (30 ans) | 43     | 5    | Chelsea             |
| 9  | FW   | Andrea Belotti        | 20 décembre 1993 (28 ans) | 42     | 12   | Torino FC           |
| 10 | MF   | Federico Bernardeschi | 16 février 1994 (28 ans)  | 38     | 6    | Juventus            |
| 11 | FW   | Matteo Politano       | 3 août 1993 (28 ans)      | 4      | 3    | SSC Naples          |
| 12 | MF   | Matteo Pessina        | 21 avril 1997 (25 ans)    | 12     | 4    | Atalanta Bergame    |
| 13 | DF   | Emerson Palmieri      | 3 août 1994 (27 ans)      | 26     | 0    | Olympique lyonnais  |
| 14 | GK   | Alex Meret            | 22 mars 1997 (25 ans)     | 2      | 0    | SSC Naples          |
| 15 | DF   | Francesco Acerbi      | 10 février 1988 (34 ans)  | 23     | 1    | SS Lazio            |
| 16 | MF   | Bryan Cristante       | 3 mars 1995 (27 ans)      | 23     | 2    | AS Rome             |
| 17 | FW   | Gianluca Scamacca     | 1er janvier 1999 (23 ans) | 3      | 0    | US Sassuolo         |
| 18 | MF   | Nicolò Barella        | 7 février 1997 (25 ans)   | 36     | 7    | Inter Milan         |
| 19 | DF   | Leonardo Bonucci      | 1er mai 1987 (35 ans)     | 115    | 8    | Juventus            |
| 20 | MF   | Lorenzo Pellegrini    | 19 juin 1996 (25 ans)     | 21     | 3    | AS Rome             |
| 21 | GK   | Gianluigi Donnarumma  | 25 février 1999 (23 ans)  | 42     | 0    | Paris Saint-Germain |
| 22 | FW   | Giacomo Raspadori     | 18 février 2000 (22 ans)  | 9      | 3    | US Sassuolo         |
| 23 | DF   | Alessandro Bastoni    | 13 avril 1999 (23 ans)    | 11     | 0    | Inter Milan         |

### Argentine
L'entraineur argentin Lionel Scaloni présente une liste préliminaire de 35 joueurs le 13 mai 2022, réduite à 29 joueurs la semaine suivante. Le choix définitif de la sélection est annoncé  le 1er juin.
- Sélectionneur :  Lionel Scaloni

| N° | Pos. | Joueur              | Date de naissance (ans)   | Sélec. | Buts | Club                      |
| -- | ---- | ------------------- | ------------------------- | ------ | ---- | ------------------------- |
| 1  | GK   | Franco Armani       | 16 octobre 1986 (35 ans)  | 17     | 0    | Club Atlético River Plate |
| 2  | DF   | Juan Foyth          | 12 janvier 1998 (24 ans)  | 14     | 0    | Villarreal Club de Fútbol |
| 3  | DF   | Nicolás Tagliafico  | 31 août 1992 (29 ans)     | 39     | 0    | Ajax Amsterdam            |
| 4  | DF   | Nahuel Molina       | 6 avril 1998 (24 ans)     | 15     | 0    | Udinese Calcio            |
| 5  | MF   | Alexis Mac Allister | 24 décembre 1998 (23 ans) | 4      | 0    | Brighton & Hove Albion    |
| 6  | DF   | Germán Pezzella     | 27 juin 1991 (30 ans)     | 28     | 2    | Real Betis                |
| 7  | MF   | Rodrigo De Paul     | 24 mai 1994 (28 ans)      | 39     | 2    | Club Atlético de Madrid   |
| 8  | DF   | Marcos Acuña        | 28 octobre 1991 (30 ans)  | 41     | 0    | Séville Fútbol Club       |
| 9  | FW   | Julián Álvarez      | 31 janvier 2000 (22 ans)  | 7      | 1    | Club Atlético River Plate |
| 10 | FW   | Lionel Messi        | 24 juin 1987 (34 ans)     | 160    | 81   | Paris Saint-Germain       |
| 11 | FW   | Ángel Di María      | 14 février 1988 (34 ans)  | 121    | 24   | Paris Saint-Germain       |
| 12 | GK   | Gerónimo Rulli      | 20 mai 1992 (30 ans)      | 3      | 0    | Villarreal Club de Fútbol |
| 13 | DF   | Cristian Romero     | 27 avril 1998 (24 ans)    | 10     | 1    | Tottenham Hotspur         |
| 14 | MF   | Exequiel Palacios   | 5 octobre 1998 (23 ans)   | 18     | 0    | Bayer 04 Leverkusen       |
| 15 | MF   | Nicolás González    | 6 avril 1998 (24 ans)     | 19     | 3    | ACF Fiorentina            |
| 16 | DF   | Lisandro Martínez   | 18 janvier 1998 (24 ans)  | 6      | 0    | Ajax Amsterdam            |
| 17 | FW   | Papu Gómez          | 15 février 1988 (34 ans)  | 13     | 3    | Séville Fútbol Club       |
| 18 | MF   | Guido Rodríguez     | 12 avril 1994 (28 ans)    | 23     | 1    | Real Betis                |
| 19 | DF   | Nicolás Otamendi    | 12 février 1988 (34 ans)  | 90     | 4    | Benfica Lisbonne          |
| 20 | MF   | Giovani Lo Celso    | 9 avril 1996 (26 ans)     | 38     | 2    | Villarreal Club de Fútbol |
| 21 | FW   | Paulo Dybala        | 15 novembre 1993 (28 ans) | 32     | 2    | Juventus                  |
| 22 | FW   | Lautaro Martínez    | 22 août 1997 (24 ans)     | 37     | 19   | Inter Milan               |
| 23 | GK   | Emiliano Martínez   | 2 September 1992 (29 ans) | 16     | 0    | Aston Villa               |

## Avant-match

### Identité

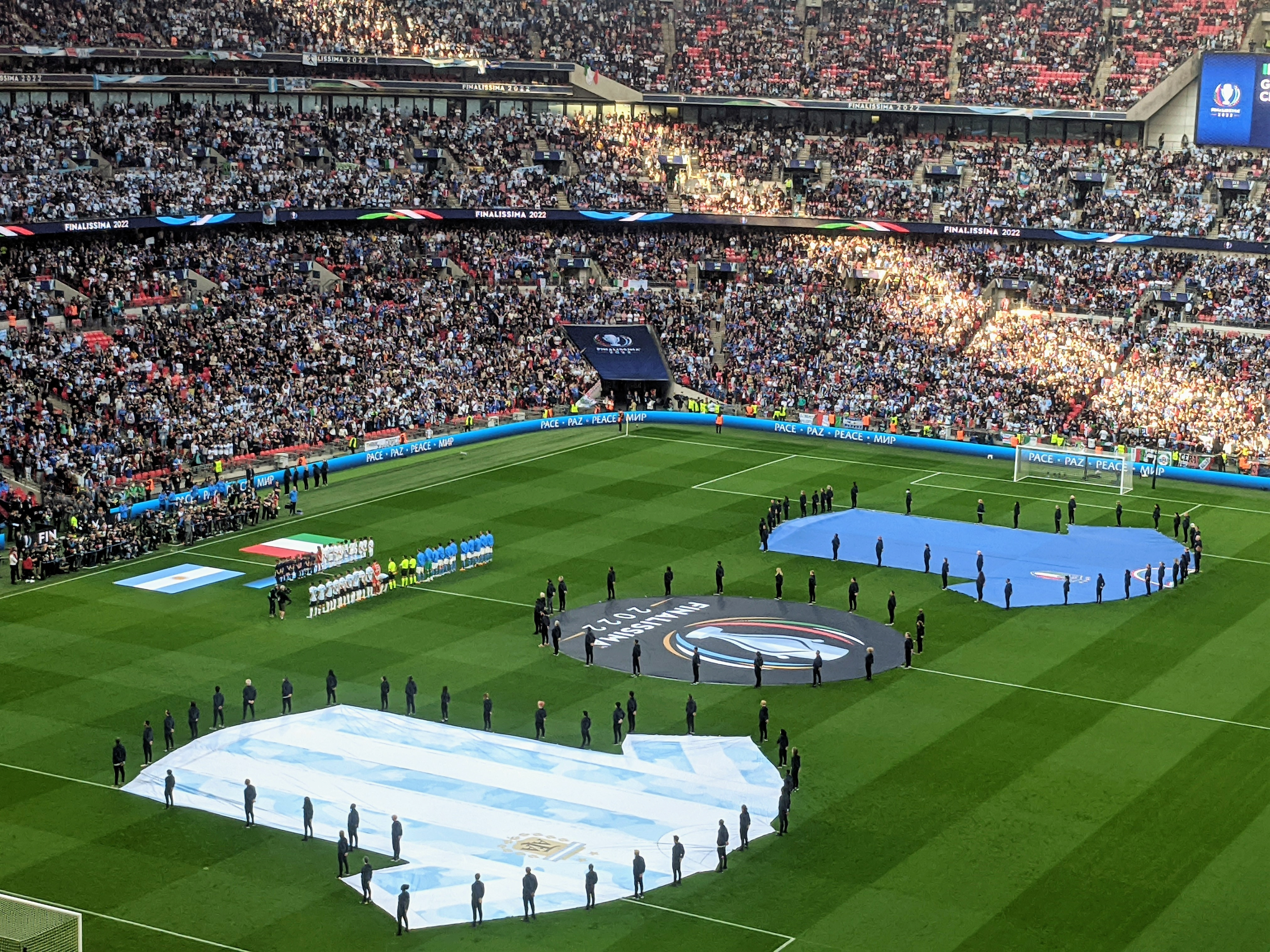
Équipes d'Italie et d'Argentine avant le match.

L'UEFA révèle l'identité de la marque du match le 22 mars 2022. Le match est connu sous le nom de Finalissima, en italien pour «grande finale». Le logo est basé sur la couronne de laurier, symbole de victoire. Il comporte des rubans aux couleurs des nations finalistes, le vert, le blanc et le rouge de l'Italie à gauche, et le blanc et le bleu clair de l'Argentine. Plusieurs rubans apparaissent en platine et en or pour souligner l'importance du match. Selon l'UEFA, les rubans sont "symboliques des liens forts entre la CONMEBOL et l'UEFA, et de leur engagement pour le développement du football au-delà de leurs zones géographiques".

### Billetterie
La capacité du stade étant fixée à 86 000 places pour le match, les billets sont vendus aux supporters et au grand public selon le principe du premier arrivé, premier servi via le site internet « UEFA.com ». Disponibles dès le 24 mars 2022, les billets ont quatre catégories de prix : 25 £, 40 £, 55 £ et 99 £.

### Arbitrage
Le 30 mai 2022, l'arbitre chilien de 37 ans Piero Maza est désigné conjointement par la CONMEBOL et l'UEFA pour arbitrer la rencontre. Maza est arbitre international FIFA depuis 2018, mais ce match est la première internationale senior qu'il dirige. Maza a notamment déjà été quatrième officiel et assistant VAR lors de la Copa América 2019, ainsi que VAR lors de la Coupe du monde des moins de 17 ans 2019. Il est rejoint par ses compatriotes Christian Schiemann et Claudio Ríos aux postes d'assistants. L'arbitre espagnol Jesús Gil Manzano est le quatrième officiel, avec ses compatriotes Alejandro Hernández Hernández et Juan Martínez Munuera délégués à l'arbitrage vidéo (VAR) en compagnie du Portugais Tiago Martins.

### Stade
| Londres, Angleterre |
| ------------------- |
| Stade de Wembley    |
| Capacité: 87,000    |
|                     |

Le match a  lieu au stade de Wembley à Londres en Angleterre. Le nouveau stade de Wembley a ouvert ses portes en 2007 sur le site du stade d'origine, démoli en 2002,. Propriété de la Fédération anglaise de football, il est l'endroit où joue habituellement l'équipe nationale d'Angleterre.
Le stade a accueilli les trois derniers matchs du championnat d'Europe en 2021, dont la finale entre l'Italie et l'Angleterre. Le stade d'origine, anciennement connu sous le nom d'Empire Stadium, a ouvert ses portes en 1923 et a accueilli des matchs de la coupe du monde 1966 et du championnat d'Europe 1996. Wembley accueille tous les ans la finale de la Coupe d'Angleterre de football (FA Cup) depuis 1923 (à l'exception de la période 2001 à 2006, lorsque le stade était en reconstruction).

## Match

### Résumé

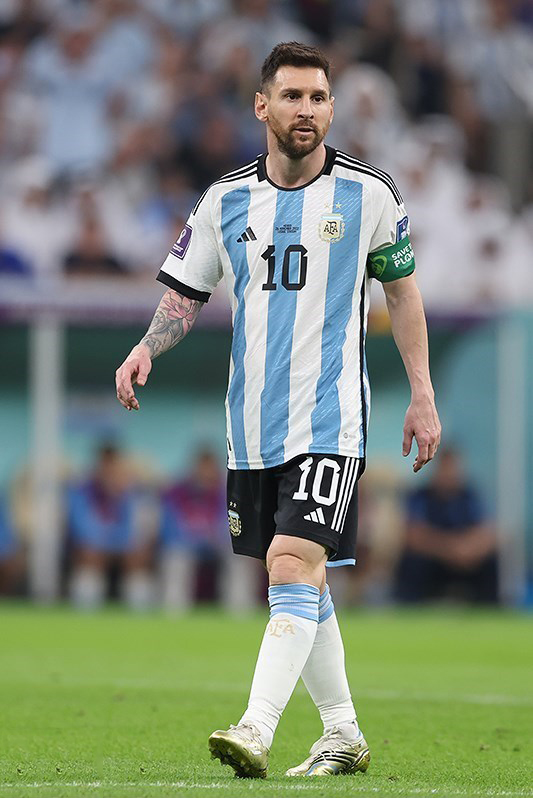
Lionel Messi, élu meilleur joueur du match.

L'Italie domine le début de la rencontre mais, à la 27e minute, l'arrière latéral argentin Nicolás Tagliafico presse et récupère dans son camp le ballon pour le transmettre à Lionel Messi. Messi passe à Lautaro Martínez qui ouvre le score. L'Argentine creuse l'écart avant la mi-temps dans temps additionnel. Lautaro Martínez se défait des défenseurs centraux italiens puis donne le ballon à droite pour Ángel Di María qui trompe le gardien Gianluigi Donnarumma.
Au retour des vestiaires, l'entraîneur italien Roberto Mancini procède à trois remplacements : Manuel Lazzari, Gianluca Scamacca et Manuel Locatelli laissent leur place à Giorgio Chiellini, Federico Bernardeschi et Andrea Belotti. Pour Chiellini, capitaine de la Squadra Azzura, il s'agit du dernier match international, après avoir dépassé les 100 sélections. Malgré les modifications, l'Italie ne parvient pas à changer de cap. Elle est dépassée dans toutes les lignes par l'équipe argentine, qui se procure au moins cinq occasions nettes, dont quatre arrêtées par Donnarumma. En toute fin de match dans le temps additionnel, l'Argentine alourdit le score. En contre-attaque, le capitaine argentin Lionel Messi (élu meilleur joueur du match) transmet à Paulo Dybala, récemment entré en jeu, qui, du pied gauche inscrit le but du 3-0.

### Détails
| 1er juin 2022                                  | Italie                                     | 0 – 3   | Argentine                                                                  | Stade de Wembley, Londres                                                       |                                                                                 |
| 19:45 heure locale · Historique des rencontres |                                            | (0 – 2) | 28e Martínez (Messi ) · 45+1e Di María (Martínez ) · 90+4e Dybala (Messi ) | Spectateurs : 87 112 Arbitrage : Piero Maza Arbitre vidéo : Alejandro Hernández | Spectateurs : 87 112 Arbitrage : Piero Maza Arbitre vidéo : Alejandro Hernández |
| 19:45 heure locale · Historique des rencontres | Bonucci 39e · Di Lorenzo 72e · Barella 77e | Rapport | 23e Otamendi                                                               | Spectateurs : 87 112 Arbitrage : Piero Maza Arbitre vidéo : Alejandro Hernández | Spectateurs : 87 112 Arbitrage : Piero Maza Arbitre vidéo : Alejandro Hernández |

| Italie | Argentine |

| ITALIE :        |    |                       |     |     |
|                 |    |                       |     |     |
| GK              | 21 | Gianluigi Donnarumma  |     |     |
| RB              | 2  | Giovanni Di Lorenzo   | 72e |     |
| CB              | 19 | Leonardo Bonucci      | 39e |     |
| CB              | 3  | Giorgio Chiellini     |     | 46e |
| LB              | 13 | Emerson Palmieri      |     | 77e |
| DM              | 8  | Jorginho              |     |     |
| CM              | 12 | Matteo Pessina        |     | 62e |
| CM              | 18 | Nicolò Barella        | 77e |     |
| RF              | 10 | Federico Bernardeschi |     | 46e |
| CF              | 9  | Andrea Belotti        |     | 46e |
| LF              | 22 | Giacomo Raspadori     |     |     |
| Remplaçants :   |    |                       |     |     |
| DF              | 6  | Manuel Lazzari        |     | 46e |
| FW              | 17 | Gianluca Scamacca     |     | 46e |
| MF              | 5  | Manuel Locatelli      |     | 46e |
| DF              | 4  | Leonardo Spinazzola   |     | 62e |
| DF              | 23 | Alessandro Bastoni    |     | 77e |
| Sélectionneur : |    |                       |     |     |
| Roberto Mancini |    |                       |     |     |

| ARGENTINE :     |    |                    |     |       |
|                 |    |                    |     |       |
| GK              | 23 | Emiliano Martínez  |     |       |
| RB              | 4  | Nahuel Molina      |     |       |
| CB              | 13 | Cristian Romero    |     | 85e   |
| CB              | 19 | Nicolás Otamendi   | 22e |       |
| LB              | 3  | Nicolás Tagliafico |     |       |
| DM              | 18 | Guido Rodríguez    |     |       |
| CM              | 20 | Giovani Lo Celso   |     | 90+1e |
| CM              | 7  | Rodrigo De Paul    |     | 76e   |
| RF              | 10 | Lionel Messi       |     |       |
| CF              | 22 | Lautaro Martínez   |     | 85e   |
| LF              | 11 | Ángel Di María     |     | 90+1e |
| Remplaçants :   |    |                    |     |       |
| MF              | 14 | Exequiel Palacios  |     | 76e   |
| DF              | 6  | Germán Pezzella    |     | 85e   |
| FW              | 9  | Julián Álvarez     |     | 85e   |
| MF              | 15 | Nicolás González   |     | 90+1e |
| FW              | 21 | Paulo Dybala       |     | 90+1e |
| Sélectionneur : |    |                    |     |       |
| Lionel Scaloni  |    |                    |     |       |

| Assistants : Christian Schiemann Claudio Ríos Cinquième arbitre : Jesús Gil Manzano Arbitre vidéo : Alejandro Hernández Hernández Assistants arbitre vidéo : Juan Martínez Munuera Tiago Martins Homme du Match : Lionel Messi |

## Vainqueur
| Vainqueur Coupe des champions CONMEBOL–UEFA 2022 Argentine 2e titre |

## Statistiques
| Statistiques         | Italie | Argentine |
| -------------------- | ------ | --------- |
| Buts                 | 0      | 2         |
| Tirs                 | 5      | 6         |
| Tirs cadrés          | 2      | 3         |
| Arrêts du gardien    | 1      | 2         |
| Possession du ballon | 48%    | 52%       |
| Corners obtenus      | 3      | 1         |
| Fautes commises      | 5      | 10        |
| Hors-jeu             | 1      | 0         |
| Cartons jaunes       | 1      | 1         |
| Cartons rouges       | 0      | 0         |

| Statistiques         | Italie | Argentine |
| -------------------- | ------ | --------- |
| Buts                 | 0      | 1         |
| Tirs                 | 2      | 11        |
| Tirs cadrés          | 1      | 6         |
| Arrêts du gardien    | 5      | 1         |
| Possession du ballon | 42%    | 58%       |
| Corners obtenus      | 0      | 3         |
| Fautes commises      | 8      | 6         |
| Hors-jeu             | 2      | 0         |
| Cartons jaunes       | 2      | 0         |
| Cartons rouges       | 0      | 0         |

| Statistiques         | Italie | Argentine |
| -------------------- | ------ | --------- |
| Buts                 | 0      | 3         |
| Tirs                 | 7      | 17        |
| Tirs cadrés          | 3      | 9         |
| Arrêts du gardien    | 6      | 3         |
| Possession du ballon | 45%    | 55%       |
| Corners obtenus      | 3      | 4         |
| Fautes commises      | 13     | 16        |
| Hors-jeu             | 3      | 0         |
| Cartons jaunes       | 3      | 1         |
| Cartons rouges       | 0      | 0         |